# 109097 Hamuy
109097 Hamuy è un asteroide della fascia principale. Scoperto nel 2001, presenta un'orbita caratterizzata da un semiasse maggiore pari a 2,5587663 UA e da un'eccentricità di 0,1536934, inclinata di 11,71674° rispetto all'eclittica.